# Wilhelm Eichenwald (Schauspieler, 1827)
Wilhelm Ludwig Eichenwald (12. Dezember 1827 in Berlin – 9. Juni  1910 in Dresden) war ein deutscher Theaterschauspieler, Opern- und Operettensänger (Tenor).

## Leben
Eichenwald, der Sohn der Theaterschauspieler Wilhelm (gest. 7. Mai 1873 in Wien) und Friederike Eichenwald, geb. Pieper (gest. 30. März 1889 in Prag), betrat schon mit 17 Jahren bei einer wandernden Gesellschaft die Bühne als Liebhaber. Er bereiste Lübeck, Chemnitz, Magdeburg, Rostock etc. 
1852 wurde er ans Deutsche Theater in Pest engagiert, dort ging er zum Komiker über. Während eines Gastspiels von Karl Mathias Rott versuchte er sich in einer sogenannten Treumannrolle. Der Erfolg in dieser bestärkte ihn in diesem Genre weiterzuarbeiten. Von Pest ging ans Königstädtische Theater in Berlin, war danach als jugendlicher Gesangskomiker am Thaliatheater Hamburg (1850–1858) erklärter Publikumsliebling. Danach war er von 1858 bis 1860 am Rigaer Stadttheater und von 1860 bis 1862 am Viktoriatheater in Berlin. 
Am 19. September 1862 debütierte er in Prag als „Fröhlich Silberling“ in Gänschen von Buchenau und in der Soloszene Zum ersten Mal aus Robert der Teufel und wurde daraufhin engagiert. In Prag blieb er bis 1876, verließ die Stadt aber, als er mit der aufkommenden Operette stimmlich nicht mehr mithalten konnte. Von 1876 bis 1882 war er in Leipzig, danach war er in Hamburg am Stadttheater und am Thaliatheater. Im Juni 1884 wurde er von Kreibig ans Prager Theater zurückgeholt. Dort blieb er bis zu seiner endgültigen Pensionierung. Er gab am 30. Mai 1895 (nach genau 50 Jahren Bühnentätigkeit) seine Abschiedsvorstellung. Nach seinem Bühnenabschied ging er nach Dresden, wo er auch verstarb.
Eichenwald zwar zweimal verheiratet, das erste Mal mit der Schauspielerin Margarethe Hartmann. Der gemeinsame Sohn Eduard Eichenwald (1859–1895) war ebenfalls Theaterschauspieler.